# Wenwusha
Wenwusha (kinesiska: 文武砂) är ett stadsdelsdistrikt i sydöstra Kina. Det ligger i stadsdistriktet Changle i staden Fuzhou i provinsen Fujian, omkring 33 kilometer sydost om provinshuvudstaden Fuzhou. Antalet invånare är 19 985. Befolkningen består av 9 314 kvinnor och 10 671 män. Barn under 15 år utgör 12,0 %, vuxna 15-64 år 80 %, och äldre över 65 år 6,0 %.